# USA for Africa
USA for Africa (United Support of Artists for Africa) è un supergruppo di 45 artisti, per la maggior parte statunitensi, guidato da Harry Belafonte, Quincy Jones, Michael Jackson e Lionel Richie, che registrò il singolo We Are the World e poi l'album omonimo nel 1985. La canzone fu numero uno delle classifiche sia negli Stati Uniti che in Regno Unito nell'aprile dello stesso anno. Dopo poco più di un mese uscì l'intero disco.
I considerevoli profitti ricavati dalle vendite, oltre 100 milioni di dollari, andarono all'associazione USA for Africa Foundation, che li donò per contribuire a risolvere dei gravi problemi in Africa, fra i quali una carestia che stava colpendo la popolazione etiope. Critiche, comunque, vennero mosse da alcuni giornalisti, poiché si sosteneva che i ricavati andassero direttamente ai governi, spesso retti da militari, piuttosto che alla popolazione.
Delle registrazioni venne realizzato un making of di 35 minuti che venne commercializzato nel 1985 in VHS assieme al videoclip della canzone e ripubblicato il 18 marzo 2005 in DVD, con l'aggiunta di diversi extra, col titolo We Are The World - The Story Behind The Song - 20th Anniversary Special Edition per celebrare il ventennale dalla pubblicazione del singolo.
Una registrazione dell'esibizione dal vivo del brano venne pubblicata l'8 novembre 2004 nel DVD del Live Aid.
La genesi e la realizzazione della registrazione è raccontata nel documentario We Are the World: la notte che ha cambiato il pop uscito nel 2024 per Netflix.

## Cantanti
| - Dan Aykroyd (il solo canadese e uno dei due non statunitensi) - Harry Belafonte - Lindsey Buckingham (dei Fleetwood Mac) - Kim Carnes - Ray Charles - Bob Dylan - Sheila E. - Bob Geldof (l'unico irlandese, uno dei due non statunitensi e l'unico membro dei Band Aid) - Daryl Hall (Hall & Oates) - John Oates (Hall & Oates) - James Ingram - Jackie Jackson - La Toya Jackson - Marlon Jackson - Michael Jackson - Randy Jackson - Tito Jackson - Al Jarreau - Waylon Jennings - Billy Joel - Cyndi Lauper - Huey Lewis (Huey Lewis and the News) | - Mario Cipollina (Huey Lewis and the News) - Johnny Colla (Huey Lewis and the News) - Bill Gibson (Huey Lewis and the News) - Chris Hayes (Huey Lewis and the News) - Sean Hopper (Huey Lewis and the News) - Kenny Loggins - Bette Midler - Willie Nelson - Jeffrey Osborne - Steve Perry (l'allora cantante dei Journey) - Anita Pointer (The Pointer Sisters) - Bonnie Pointer (The Pointer Sisters) - Ruth Pointer (The Pointer Sisters) - Lionel Richie - Smokey Robinson - Kenny Rogers - Diana Ross - Paul Simon - Bruce Springsteen - Tina Turner - Dionne Warwick - Stevie Wonder |